# دايفيد غونزاليس
دايفيد غونزاليس (بالإسبانية: David González)‏ (20 يوليو 1982 ميديلين كولومبيا - ) هو لاعب كرة قدم كولومبي يلعب كحارس مرمى.

## وصلات خارجية
دايفيد غونزاليس على موقع اتحاد تركيا (لاعب) (الإنجليزية)
- دايفيد غونزاليس على موقع قاعدة بيانات كرة القدم.إي يو (الإنجليزية)
- دايفيد غونزاليس على موقع ناشيونال فوتبول تيمز (الإنجليزية)
- دايفيد غونزاليس على موقع Soccerbase.com (لاعب) (الإنجليزية)
- دايفيد غونزاليس على موقع Soccerway.com (الإنجليزية)
- دايفيد غونزاليس على موقع عالم كرة القدم.نت (الإنجليزية)
- دايفيد غونزاليس على موقع AS.com (الإسبانية)